# Prova de diagnòstic ràpid

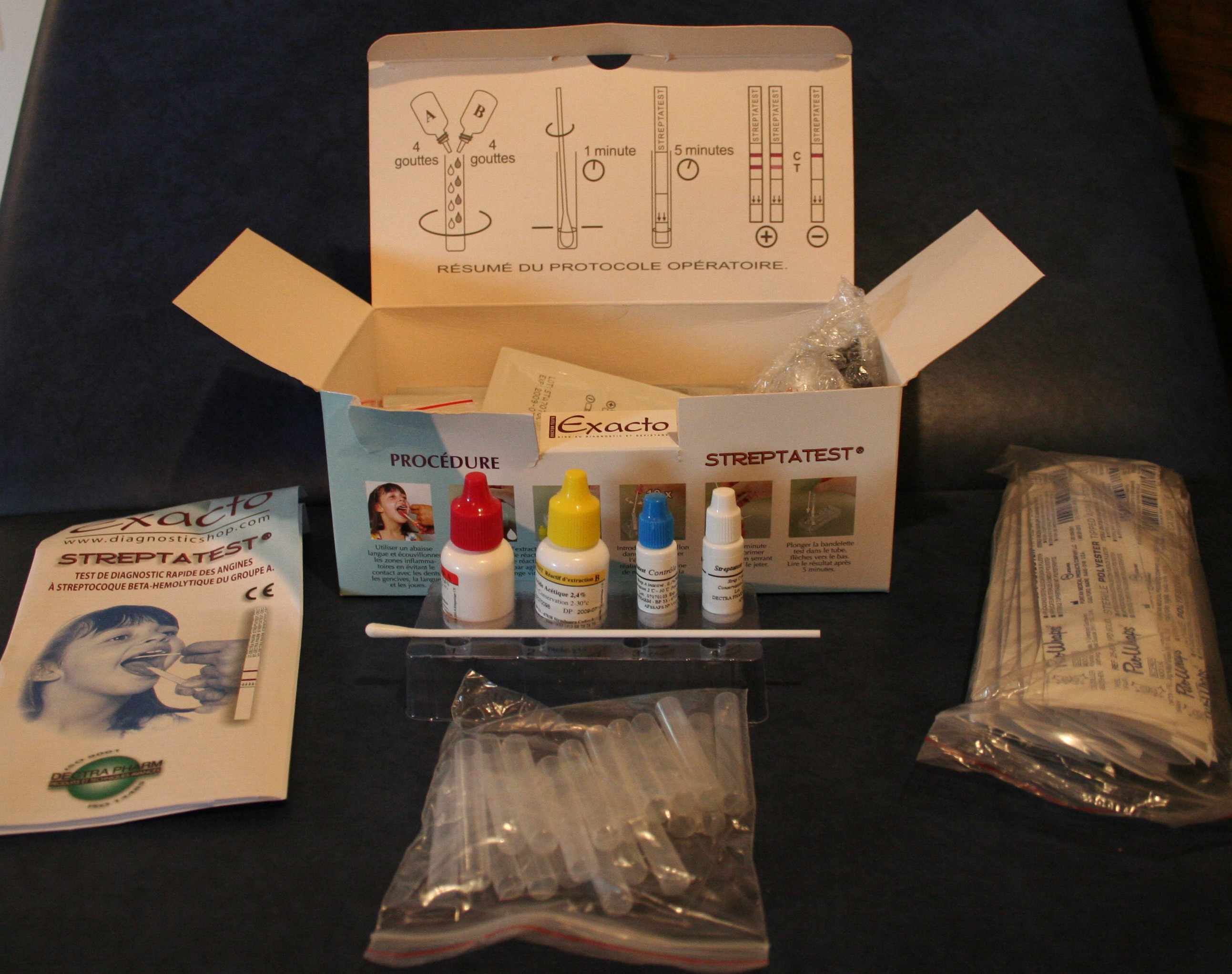
Kit de prova ràpida de strep

Una prova de diagnòstic ràpid (RDT) és una prova de diagnòstic mèdic fàcil i ràpida de realitzar. Els RDT són adequats per al control mèdic preliminar o d’emergència i per al seu ús en instal·lacions mèdiques amb pocs recursos. També permeten fer proves de punt d’atenció a l’atenció primària per trobar coses que abans només es podien mesurar amb una prova de laboratori. Proporcionen resultats el mateix dia en dues hores, normalment en aproximadament 20 minuts.
La Unió Europea defineix que una prova ràpida significa dispositius mèdics de diagnòstic in vitro qualitatius o semi-quantitatius, utilitzats individualment o en sèries petites, que impliquen procediments no automatitzats i que han estat dissenyats per donar un resultat ràpid.
Les proves de flux lateral són probablement el tipus més conegut de proves de diagnòstic ràpid, similars a les proves d’embaràs, però existeixen altres sistemes com ara dipsticks, flux vertical, etc. Qualsevol cosa que es pugui utilitzar a la capçalera (punt de cura) del pacient.

## Exemples
A continuació s’enumeren alguns exemples de RDT:
- Proves ràpides d'anticossos
  - Prova ràpida del VIH
  - Reagina ràpida de plasma
- Proves ràpides d'antígens
  - Prova ràpida de la COVID-19
  - Prova ràpida de diagnòstic de la grip
  - Proves de detecció d’antígens de la malària
  - Prova ràpida d’estreptococ
  - Prova ràpida de la ureasa